# Ecgric
Vous lisez un « bon article » labellisé en 2016.
Ecgric, Ecric ou Egric est roi d'Est-Anglie au début du VIIe siècle.
Déjà associé au pouvoir par Sigeberht vers le début des années 630, Ecgric lui succède après son abdication, vers 632 ou 634. Quelques années plus tard, peut-être en 635 ou 636, l'Est-Anglie est attaquée par les armées de Penda, le roi païen de Mercie. Sigeberht quitte son monastère pour diriger la défense du royaume aux côtés d'Ecgric, mais ils sont tous deux tués au combat.

## Origines incertaines
En 616, le roi Rædwald d'Est-Anglie est le plus puissant souverain de l'Angleterre anglo-saxonne, mais la décennie qui suit voit le déclin de l'Est-Anglie devant l'ascension d'Edwin de Northumbrie et Penda de Mercie. Le fils de Rædwald, Earpwald, est baptisé vers 627 sous l'influence d'Edwin, mais il est assassiné peu après par le païen Ricberht. La progression du christianisme dans le royaume cesse pendant les trois années qui suivent. Il est possible que Ricberht occupe le trône durant cette période, même si Bède le Vénérable n'en dit rien.
Ecgric appartient aux Wuffingas, la dynastie de Rædwald, mais son ascendance exacte n'est pas connue. Bède le Vénérable se contente de le qualifier de « parent » de Sigeberht, qui monte sur le trône vers 630, sans plus de précisions. L'historien Sam Newton propose qu'Ecgric soit en réalité Æthelric, un fils d'Eni, le frère de Rædwald. Cet Æthelric épouse Hereswith, la petite-nièce du roi Edwin de Northumbrie, ce qui pourrait impliquer qu'il constitue un candidat à la succession royale d'Est-Anglie et qu'il bénéficie du soutien d'Edwin jusqu'à la mort de ce dernier, en 632 ou 633. Æthelric est apparemment mort en 647, date à laquelle son frère Anna gouverne l'Est-Anglie et sa femme Hereswith s'est retirée dans un couvent en Francie. Barbara Yorke ne considère pas cette identification comme plausible : elle souligne que les éléments Æthel- et Ecg- sont aussi bien attestés l'un que l'autre dans l'onomastique anglo-saxonne, et qu'il n'y a aucune raison de supposer une confusion dans ce cas précis.
Hypothèses proposant Ecgric fils de Rædwald ou fils d'Eni
|           |           |           |           |           |           |  |  |          |          |          |          |          |          |  |  | Tytila |        |        |        |        |        |  |  |           |           |           |           |           |           |   |   |   |   |  |  |        |        |        |        |        |        |  |  |      |      |      |      |      |      |     |     |           |           |           |           |           |           |  |  |           |           |           |           |           |           |  |  |  |  |
|           |           |           |           |           |           |  |  |          |          |          |          |          |          |  |  |        |        |        |        |        |        |  |  |           |           |           |           |           |           |   |   |   |   |  |  |        |        |        |        |        |        |  |  |      |      |      |      |      |      |     |     |           |           |           |           |           |           |  |  |           |           |           |           |           |           |  |  |  |  |
|           |           |           |           |           |           |  |  |          |          |          |          |          |          |  |  |        |        |        |        |        |        |  |  |           |           |           |           |           |           |   |   |   |   |  |  |        |        |        |        |        |        |  |  |      |      |      |      |      |      |     |     |           |           |           |           |           |           |  |  |           |           |           |           |           |           |  |  |  |  |
|           |           |           |           |           |           |  |  |          |          |          |          |          |          |  |  |        |        |        |        |        |        |  |  |           |           |           |           |           |           |   |   |   |   |  |  |        |        |        |        |        |        |  |  |      |      |      |      |      |      |     |     |           |           |           |           |           |           |  |  |           |           |           |           |           |           |  |  |  |  |
| ?         | ?         | ?         | ?         | ?         | ?         |  |  | Rædwald  | Rædwald  | Rædwald  | Rædwald  | Rædwald  | Rædwald  |  |  |        |        |        |        |        |        |  |  |           |           |           |           | ?         | ?         | ? | ? | ? | ? |  |  |        |        |        |        |        |        |  |  |      |      |      |      | Eni  | Eni  | Eni | Eni | Eni       | Eni       |           |           |           |           |  |  |           |           |           |           |           |           |  |  |  |  |
| ?         | ?         | ?         | ?         | ?         | ?         |  |  | Rædwald  | Rædwald  | Rædwald  | Rædwald  | Rædwald  | Rædwald  |  |  |        |        |        |        |        |        |  |  |           |           |           |           | ?         | ?         | ? | ? | ? | ? |  |  |        |        |        |        |        |        |  |  |      |      |      |      | Eni  | Eni  | Eni | Eni | Eni       | Eni       |           |           |           |           |  |  |           |           |           |           |           |           |  |  |  |  |
|           |           |           |           |           |           |  |  |          |          |          |          |          |          |  |  |        |        |        |        |        |        |  |  |           |           |           |           |           |           |   |   |   |   |  |  |        |        |        |        |        |        |  |  |      |      |      |      |      |      |     |     |           |           |           |           |           |           |  |  |           |           |           |           |           |           |  |  |  |  |
|           |           |           |           |           |           |  |  |          |          |          |          |          |          |  |  |        |        |        |        |        |        |  |  |           |           |           |           |           |           |   |   |   |   |  |  |        |        |        |        |        |        |  |  |      |      |      |      |      |      |     |     |           |           |           |           |           |           |  |  |           |           |           |           |           |           |  |  |  |  |
| Rægenhere | Rægenhere | Rægenhere | Rægenhere | Rægenhere | Rægenhere |  |  | Earpwald | Earpwald | Earpwald | Earpwald | Earpwald | Earpwald |  |  | Ecgric | Ecgric | Ecgric | Ecgric | Ecgric | Ecgric |  |  | Sigeberht | Sigeberht | Sigeberht | Sigeberht | Sigeberht | Sigeberht |   |   |   |   |  |  | Ecgric | Ecgric | Ecgric | Ecgric | Ecgric | Ecgric |  |  | Anna | Anna | Anna | Anna | Anna | Anna |     |     | Æthelhere | Æthelhere | Æthelhere | Æthelhere | Æthelhere | Æthelhere |  |  | Æthelwold | Æthelwold | Æthelwold | Æthelwold | Æthelwold | Æthelwold |  |  |  |  |

## Partage du pouvoir

Le royaume d'Est-Anglie au VIIe siècle.

Il est en tout cas établi que Sigeberht, fils (ou beau-fils) de Rædwald, rentre de son exil continental vers le début des années 630 pour monter sur le trône est-anglien, peut-être après une phase de conquête militaire. Il se consacre alors à la conversion de son royaume avec l'aide du missionnaire Félix de Burgondie, à travers la mise en place d'un évêché à Dommoc (en), la création d'une école et la fondation des premiers monastères de la région.
Durant une partie de son règne, Sigeberht partage le pouvoir avec Ecgric : d'après Bède, il « gouvernait déjà une partie du territoire ». L'historien Richard Hoggett souligne que ce partage du pouvoir entre plusieurs souverains, bien attesté dans le Kent et en Northumbrie, pourrait également être envisagé en Est-Anglie : Ecgric et Sigeberht règnent peut-être en même temps, l'un sur les peuples du Nord (North-folk) et l'autre sur les peuples du Sud (South-folk). Cette séparation se reflèterait par la suite dans la division du diocèse est-anglien en deux, ainsi que dans les actuels comtés du Norfolk et du Suffolk. Néanmoins, Martin Carver considère qu'il est tout aussi plausible qu'Ecgric joue un simple rôle de second auprès de Sigeberht, ou bien qu'il ne soit que l'administrateur d'une région sous domination est-anglienne. Il ne serait alors devenu roi à part entière qu'après l'abdication de Sigeberht.
Contrairement à Sigeberht, Ecgric semble être resté païen. L'historien D. P. Kirby souligne le silence de Bède à son sujet, lui qui ne tarit pas d'éloges sur les efforts fournis par Sigeberht pour convertir les Est-Angliens au christianisme.

## Règne personnel et mort
Sigeberht abdique à une date incertaine pour se retirer dans un monastère, laissant Ecgric seul roi d'Est-Anglie. Son royaume est alors « évangélisé dans un esprit qui unit Rome et l'Irlande » selon Steven Plunkett : en effet, bien que l'évêque Félix se situe dans la hiérarchie de l'Église romaine, il n'est pas fermé à l'influence du christianisme celtique. Ce dernier se traduit notamment par l'accueil du missionnaire irlandais Fursy de Péronne en Est-Anglie, probablement peu avant l'abdication de Sigeberht.
Le règne d'Ecgric prend fin avec l'invasion de son royaume par les troupes du roi païen Penda de Mercie. Elle est couramment datée de 636, mais Kirby estime qu'elle a pu prendre place plus tard, peut-être aussi tard que 641, et Yorke considère également qu'elle a pu avoir lieu au début des années 640. Ecgric n'est pas pris au dépourvu : il parvient à rassembler une armée que Bède qualifie de « splendide ». Néanmoins, l'infériorité militaire de l'Est-Anglie est flagrante. Sigeberht est tiré de sa retraite spirituelle pour galvaniser les troupes, mais il refuse de combattre et meurt sur le champ de bataille. Ecgric est également tué, ainsi que bon nombre de ses soldats. L'emplacement exact de cette défaite est-anglienne est inconnu, mais elle s'est probablement déroulée dans l'Ouest du royaume, près des terres des Angles du Milieu.
Le nom d'Ecgric est parfois avancé, au même titre que ceux de Rædwald, Earpwald et Sigeberht, comme celui du roi qui est inhumé sous le tumulus 1 de Sutton Hoo. Pour Rupert Bruce-Mitford, il est assez improbable que le roi Anna, successeur très chrétien d'Ecgric, l'ait fait inhumer dans un bateau funéraire, mais il n'écarte pas totalement cette possibilité.